# Хованский, Семён Андреевич
Князь Семён Андреевич Хованский — рында, голова, воевода и боярин во времена правления Алексея Михайловича, Фёдора Алексеевича, правительницы Софьи Алексеевны, Ивана V и Петре I Алексеевичей.
Из княжеского рода Хованские, Гедеминович. Сын князя Андрея Андреевича Хованского. Имел братьев: воеводу Григория Андреевича и боярина Ивана Андреевича по прозванию «Тараруй».

## Биография
Впервые упомянут стольником в сентябре 1650 года. В мае 1654 года ездил четвёртым за Государём и был есаулом в Государевом полку в походе против поляков. В этом же году, по царскому указанию, ездил из государева стана под Смоленск к боярину Я. К. Черкасскому с милостивым государевым словом за разбитие поляков и литовцев. В июле 1655 года упомянут в государевом стане в чине есаул. В 1656 году выполнял обязанности стольника и рынды: в марте на именинах царевны Евдокии Алексеевны смотрел в кривой государев стол, рында с мечем, стоял у государева стола в Грановитой палате при приёме цесарских послов, на именины царевны Ирины Михайловны смотрел в государев стол. В мае этого же года ездил пятым есаулом за Государём в походе из Москвы в Смоленск, а по прибытии в город указано быть головою пятой сотни дворян в государевом полку в походе из Смоленска под Ригу против шведов. В августе 1656 года послан из государева стана расположенного под Куконосом в Полоцк к боярину князю А. Н. Трубецкому с известием о взятии у шведов городов Динаборга и Куконоса. В 1657—1660 годах исполнял обязанности стольника. В мае 1660 года послан первым воеводою с прибыльным полком в Вязьму. В мае 1661 года голова третьей сотни стольников на встрече цесарских послов за Земляным городом и стоял по Тверской улице. В декабре 1662 года послан первым воеводою в Рязанскую засеку. В декабре 1676 года послан во Владимир, Суздаль, Юрьев, Луг, Муром, Нижний Гороховец и Арзамас разбирать для службы дворян, детей боярских, новиков и велено ему сделать списки и книги, которые подать в Разрядный приказ. В 1675 году, вместе со своим отцом, второй воевода во Пскове. В 1676 году возглавил Разбойный приказ.
В 1677 года пожалован в бояре. В январе 1682 года был двадцать четвёртый в Боярской думе и подписал соборное уложение об отмене местничества. В мае этого же года дневал и ночевал в Архангельском соборе у гроба царя Фёдора Алексеевича.
В июле 1682 года ездил с Государями в Троице-Сергиев монастырь на богомолье. При царях Иване V Алексеевиче и Петре I Алексеевиче показан пятым среди бояр. В 1692 году в Боярских книгах записан в чине — боярин.
По родословной росписи показан бездетным.